# Neda (ninfa)
Neda (in greco antico: Νέδα?) è un personaggio della mitologia greca, una ninfa naiade del fiume Neda, o secondo una fonte, un'Oceanina, figlia di Oceano e Teti.

## Mitologia
A causa del fatto che il fiume Neda scorre tra l'Arcadia e la Messenia, il geografo Pausania registra due differenti tradizioni su Neda, relative alle due regioni. In entrambe le versioni comunque, Neda fu una delle ninfe che si presero cura dell'infante Zeus.

### Tradizione dell'Arcadia
Neda accudì Zeus, lavandolo e fasciandolo dopo che Rea lo ebbe partorito, assieme alle sorelle Tisoa ed Agno. Neda diede poi il suo nome al fiume e a una città, che oggi si trova nella Prefettura della Messenia.

### Tradizione della Messenia
Neda e la sorella Itome nascosero il piccolo Zeus sul monte Itome per sottrarlo alla furia di Crono. Accudendolo, lo lavarono nella sorgente Clepsidra e così, secondo la mitologia, il fiume che da essa sgorga prese il nome da Neda, ed il monte Itome dalla sorella.